# Cotylorhynchus
A Cotylorhynchus az emlősszerűek (Synapsida) osztályának Pelycosauria rendjébe, ezen belül a Caseidae családjába tartozó nem.

## Tudnivalók
Az emlősszerű Cotylorhynchus Észak-Amerika déli részén élt, a kora perm és a középső perm korszakok alatt. Körülbelül 265 millió évvel ezelőtt halt ki. A Cotylorhynchus a legismertebb Caseidae-nem, létezésük idején ők voltak a legnagyobb pelycosauriák és szárazföldi gerincesek. Növényevők voltak, de mivel hatalmas méreteket értek el, valószínűleg alig kellett tartsanak a ragadozóktól.

## Megjelenése
A Cotylorhynchus hatalmas volt, óriási, hordószerű testtel és feltűnően kis fejjel rendelkezett. Hossza elérte a 6 métert, míg testtömege 2 tonna körül mozgott. A csontváza jellegzetességei a nagy scapulocoracoid, kiszélesedett végű felkarcsont, oszlopszerű alkar, valamint tömzsi, karmokban végződő kezek. Kezének egyes vonásai arra utalnak, hogy az állat sokat ásott, vagy a táplálék után, vagy védelemből kotort magának üreget. Egyesek szerint az ujjai igen mozgékonyak voltak.
Az állat koponyája abban különbözik a többi pelycosauriákétól, hogy halántékcsontjai nagyok, külső orra van (ami lehet, hogy nedvességet-érzékelő és -tartósító szervet tartalmazott), nagy az orrürege és a felső állcsonton levő fogsor olyan alakban rendeződik, mintha csőrt alkotna. A koponya külső felszínén mély, kerek lyukak és hasadékok találhatók. Fogazata hasonlít a leguánfélékéhez.

## Felfedezése
Úgy gondolták, hogy a Cotylorhynchus az első magzatburkosok közé tartozott. Eddig három faját fedezték fel: ezek a Cotylorhynchus hancocki, Cotylorhynchus romeri és Cotylorhynchus bransoni. Feltételezik, hogy a kisebb méretű C. romeri a nagyobb C. hancocki őse. Számos C. romeri csontot fedeztek fel Közép-Oklahomában, Cleveland megye egyes részein. Töredékes C. hancocki maradványokat találtak az észak-texasi Hardeman megye és Knox megye területén. Közép-Északnyugat-Oklahomában, Kingfisher megye és Blaine megye területén pedig C. bransoni maradványokat fedeztek fel.

## Képek

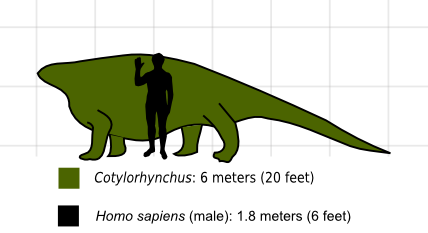
A Cotylorhyncus és az ember összehasonlítása